# Американо-сирийские отношения
Американо-сирийские отношения — двусторонние отношения между США и Сирией. Дипломатические отношения между странами были установлены в 1944 году.

## История
В 1967 году Сирия разорвала дипломатические отношения с Соединёнными Штатами после арабо-израильской войны; отношения были восстановлены в 1974 году. В 1979 году Сирия была внесена в американский список государств-спонсоров терроризма, в этом же году в её адрес были применены экономические санкции. Напряженность в сирийско-американских отношениях была связана прежде всего с арабо-израильским конфликтом и вмешательством Сирии в гражданскую войну в Ливане. 
В 1990—2001 годах США и Сирия сотрудничали в решении некоторых региональных вопросов, но в 2003 году отношения вновь ухудшились в связи с вторжением США и их союзников в Ирак.
Вопросы по Сирии, вызывающие озабоченность у правительства США: отказ сирийского правительства бороться с иностранными боевиками, которые используют Сирию в качестве транзитной базы по пути в Ирак; отказ сирийцев депортировать из страны соратников бывшего режима Саддама Хуссейна; вмешательство сирийцев в дела Ливана; поддержка палестинских боевиков; ситуация с правами человека; стремление заполучить оружие массового уничтожения.
Весной 2004 года в американо-сирийских отношениях наметился определенный сдвиг к улучшению. границей. В конце сентября 2004 года в Дамаске прошла первая встреча военных специалистов из Сирии, Ирака и США для обсуждения контроля на сирийско-иракской границе ля предотвращения проникновения террористов из Сирии на территорию Ирака.
В начале 2009 года США начали пересматривать свою политику в отношении Сирии в свете изменений в стране и регионе, что привело к тому, что обе страны вновь начали сотрудничать в решении региональных вопросов.
В марте 2011 года группа сирийских студентов были арестованы в городе Даръа за написание политических граффити на стенах домов, после этого в городе начались акции протеста. Сирийское правительство отреагировало на демонстрации, применив силу к протестующим, в результате чего по всей стране начали вспыхивать восстания, которые со временем переросли в полномасштабную гражданскую войну. Правительство США неоднократно призывало президента Башара аль-Асада уйти в отставку и дать возможность сформировать переходное правительство. Жесткие санкции США в отношении сирийского режима осуществляются в координации со странами Европы, Азии и арабского мира (в 2020-х последние стали отходить от линии США).
В 2024 году, на фоне требований властей Ирака о начале процесса вывода американского контингента из страны (однако Пентагон не планирует полностью выводить войска оттуда), стали высказываться мнения что тогда США придётся выводить войска и из Сирии; при этом Пентагон заявил, что США не планируют выводить войска из Сирии.

## Экономические отношения
В 2004 году Сирия стала предметом экономических санкций со стороны США, большинство американских продуктов запрещено экспортировать в эту страну. В августе 2008 года были введены новые санкции, согласно которым американские компании не могли больше участвовать в добыче сирийской нефти. В апреле 2011 года правительство США ввело дополнительные санкции против лиц, обвиняемых им в нарушениях прав человека и поддержке режима Асада.